# 이가인지명
《이가인지명》(중국어: 以家人之名, 병음: Yǐ jiā rén zhī míng 이자런즈밍[*]영어: Go Ahead 고 어헤드[*])은 2020년 8월 10일부터 2020년 9월 6일까지 방송된 중국의 드라마다.

## 소개
- 피 한 방울 안 섞이고 성도 다른 세 사람이 각자 부모로부터 받은 상처를 간직한 채 서로에게 의지하며 함께 성장하는 이야기

## 등장 인물
- 탄쑹윈 - 리젠젠 역
- 쑹웨이룽 - 링샤오 역
- 장신청 - 허지추 역
- 투쑹옌 - 리하이차오 역
- 쑨이 - 치밍웨 역
- 안과 (安戈) - 장북 역
- 허루이셴 - 당찬 역
- 장시린 - 링허핑 역
- 양퉁수 - 천팅 역
- 쑹팡위안 - 친메이양 역
- 하오원팅 - 진위샹 역
- 류금룡 (刘金龙) - 자오화광 역
- 위안란 - 허메이 역
- 왕웨이 (王薇) - 두쥐안 역
- 욱자양 (郁子阳) - 정수란 역
- 최이강 (崔尔康) - 저우마오 역
- 자오페이린 - 허란 역
- 왕자유 (王子瑜) - 진월아 역
- 마제 (马杰) - 당국명 역
- 조강 (赵刚) - 치궈칭 역
- 판제 (潘婕) - 장북마 역
- 주파 (周波) - 전삼촌 역
- 사금천 (谢金天) - 장훙잉 역
- 설숙걸 (薛淑杰) - 전이모 역

## 사운드트렉
| #  | 제목                                | 작사 | 작곡           | 가수     | 재생 시간 |
| -- | ----------------------------------- | ---- | -------------- | -------- | --------- |
| 1. | 〈无畏 (무외)〉                     | 살길 | 김대주         | 마적     |           |
| 2. | 〈我会守在这里 (난 여기 있을거야)〉 | 살길 | 김대주         | 모불이   |           |
| 3. | 〈看不见的光 (보이지 않는 빛)〉     | 살길 | 최슬지, 남명국 | 자오페이 |           |
| 4. | 〈Like A Breeze〉                   | 살길 | 황용주         | 담송운   |           |
| 5. | 〈雨 (비)〉                         | 살길 | 손가을, 김동영 | 심이성   |           |
| 6. | 〈If Rain〉                         | 살길 | 손가을, 김동영 | 살길     |           |
| 7. | 〈My Everything〉                   | 살길 | 김정하, 송영은 | 김준식   |           |

## 수상 내역
- 2020년 틱톡 엔터테인먼트 올해의 대상 틱톡 올해의 품질 드라마
- 2021년 서울 드라마 어워즈 장편드라마부문 우수작품상

## 참고 사항
- 중국 현지에서 방송을 앞두고 중국 전문 채널 중화TV에서 VOD 저작권을 구입했다. 국내 방송 일자는 10월 6일이다.
- 극중 허지추 역을 맡고 있는 장신청은 와우여황리조가 종영한 지 2개월만에 출연한 작품이기도 하다.
- 드라마 하일참시행복을 연출했던 정재광 감독이 6개월 만에 선보이는 작품으로 극중 위안쑹 역을 맡았던 쑹웨이룽과 인연이 있다.
- 극중 링허핑과 허메이 역을 맡았던 장희림과 위안란은 찰문상애파 이후 4년만에 재회하였다.
- 해당 드라마는 종영한지 한 달 만에 선전 위성 텔레비전을 통해 다시 방송되었다.
- 현지에서 종영한 지 3년 만에 한국판으로 리메이크 한다는 기사가 공개되었고 국내 출연자는 황인엽과 정채연이다.

## 연장
- 2020년 9월 2일 이가인지명 방영 분량이 기존 40부작에서 6회 연장되어 46부작으로 변경되었다.